# 陶尔瑙莱莱斯
陶尔瑙莱莱斯，是匈牙利赫维什州所辖的一个村。总面积37.13平方公里，总人口1674，人口密度45.1人/平方公里（2011年1月1日）。